# 思平王后
思平王后（사평왕후，?—?）李氏，是高丽王朝康宗王祦的王后，也是武人政權軍事掌權者李義方的女兒。
康宗王祦當王太子時，只知李義方為康宗納思平王后為妃，後來生下女兒壽寧宮主。當李義方被誅時，她同時被廢，死後謚號思平王后。

## 家族
- 父：李義方
- 夫：高麗康宗王祦
- 女：壽寧宮主金氏